# Referat (Vortrag)

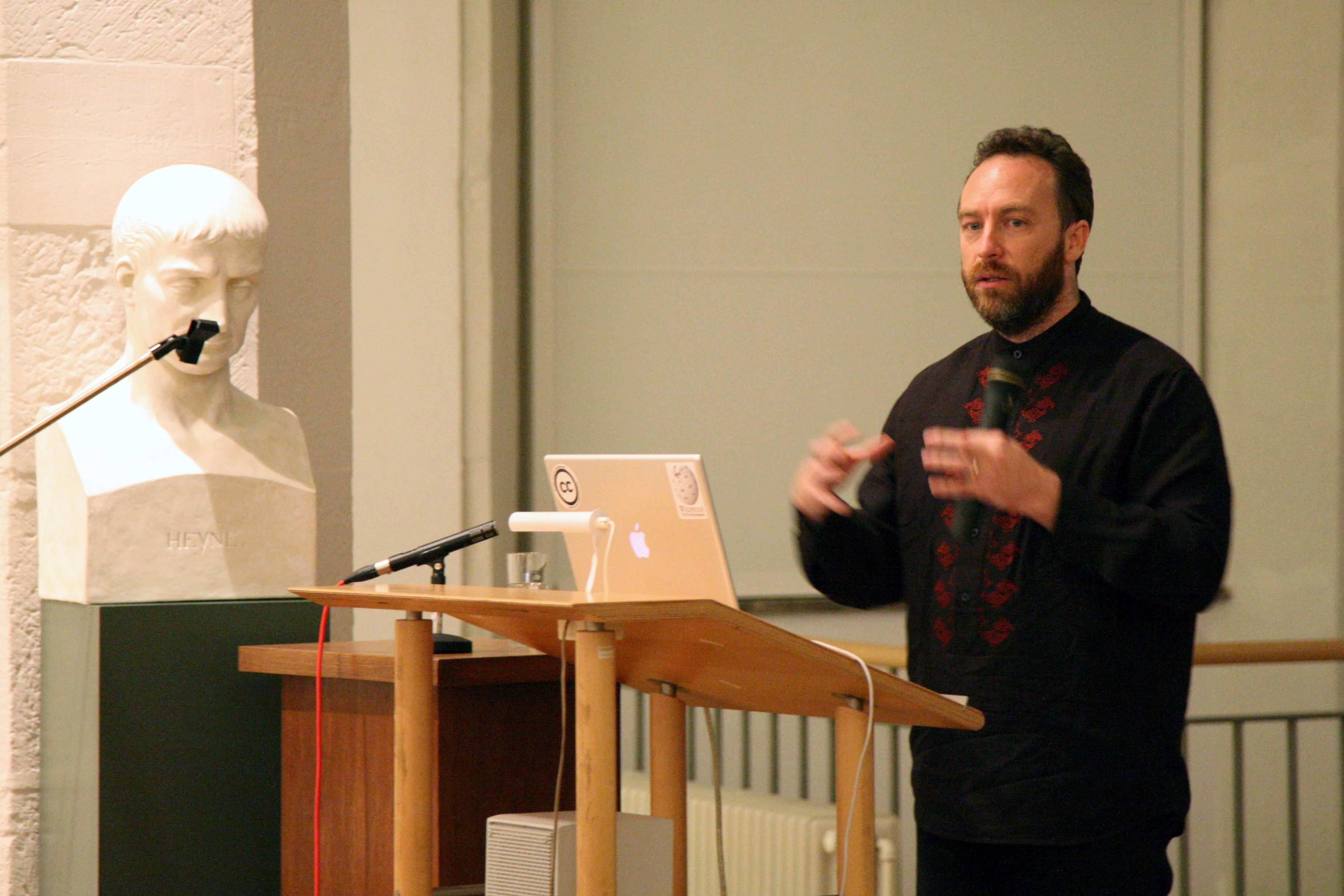
Referat von Jimmy Wales bei der Wikipedia Academy 2006

Ein Referat ist ein Vortrag über ein Thema, der in einer begrenzten Zeit gehalten wird. Die häufigsten Formen sind mündliche Berichte, Fachvorträge bei Tagungen, Kurzreferate bei Seminaren oder Übungsreferate in der Schule oder Hochschule. Vortragende werden Referenten genannt.

## Überblick
Bei Referaten in der Schule oder einem Seminar geht es in erster Linie um die Wiedergabe (bzw. die Präsentation) recherchierter Tatsachen und Gedanken, während Fachreferate oder Fachvorträge bei Tagungen meist die eigene Forschung des Vortragenden (Referenten) zum Inhalt haben.
Bei (naturwissenschaftlichen) Fachkongressen ist eine Zeitdauer von 15 bis 20 Minuten das übliche Maß, bei invited Papers auch etwas länger. In den Sozial-, Human- und Geisteswissenschaften sind auch Vorträge von 40–45 Minuten durchaus üblich. Im Schulbetrieb kann das Referat ein Leistungsnachweis in Form einer gleichwertigen Feststellung von Schülerleistungen sein. An Hochschulen dient es teilweise als Prüfungsleistung für Studierende zum Abschluss eines Moduls.
Es gibt auch Referate in rein schriftlicher Form, beispielsweise als Kurzreferat (Bericht) über eine längere Veröffentlichung.

## Ablauf
Zu Beginn des Referates wird über die Thematik, den Ablauf und die Dauer informiert. Ein verständlicher und interessant gestalteter Vortrag führt nicht zu Überforderung oder Aufmerksamkeitsverlust.

## Hilfsmittel
Als technische Hilfsmittel zum Referat stehen Plakate auf Flipchart, Overheadfolie, Diaprojektor, Tafelanschrieb, zunehmend auch Computer-Präsentationsprogramme und Beamer bzw. interaktive Whiteboards mit begleitenden Bildern, Tabellen, Hilfstexte sowie Grafiken usw. zur Auswahl. Notizen auf Karteikarten mit Stichpunkten helfen bei der Vorbereitung. Auf einem Thesenpapier sollten zentrale Thesen und Aussagen des Referats stehen, damit sich das Publikum bei einer etwaigen Anschlussdiskussion daran erinnern kann. Ein Laserpointer oder teleskopierbarer Zeigestab kann zum Zeigen auf Details auf projizierten Bildern oder Gegenständlichem dienen.

## Didaktik
Das – eventuell freie – Sprechen über ein gegebenes Thema vor einer Gruppe von Mitschülern bzw. Kommilitonen ist ein Lernziel des schulischen und universitären Unterrichts. Um dies frühzeitig einzuüben, werden heutzutage Übungsreferate teilweise schon in der Grundschule praktiziert.
Hinsichtlich der Präsentation empfehlen die meisten deutschsprachigen Didaktiker immer noch, Referate schriftlich auszuformulieren und dann entweder abzulesen oder die Niederschrift vor dem Vortrag genau zu studieren, obwohl vor allem die Redesituation ungewohnt ist. Oft sind es auch die Lehrer bzw. Dozenten, die eine Niederschrift verlangen, weil sie zu ihrer eigenen Vorbereitung vorab wissen möchten, wovon im Referat die Rede sein wird. Manche Didaktiker vertreten dagegen die Auffassung, dass es der Präsentation grundsätzlich zuträglicher ist, wenn nur Stichworte notiert werden.
Letzteres wird generell im englischsprachigen Raum angenommen, wo die freie Rede traditionell eine weitaus größere kulturelle Rolle spielt als z. B. in Deutschland (vgl. z. B. Debating, Soapbox, Stand-up-Comedy). Besonders in den Vereinigten Staaten, Kanada und in Australien werden die Voraussetzungen für das freie Referieren bereits in der vorschulischen Bildung gelegt, d. h. sobald die Kinder sprechen können. Die einschlägige Methode, die von der Vorschule (3- und 4-jährige) an gepflegt wird, ist das Show and Tell. Show and Tell (deutsch: „zeige und erzähle“) bedeutet, dass ein Kind einen – meist von zu Hause mitgebrachten – Gegenstand den im Kreise versammelten Mitschülern vorzeigt, einige Minuten lang darüber spricht und anschließend auch eventuelle Fragen der Mitschüler beantwortet. In der Grundschule folgen strukturierte, an Regeln orientierte Referate mit Themen, die der Lehrer vorgibt und bei denen die Kinder, sofern die Schule entsprechend ausgestattet ist, bereits Hilfsmittel wie PowerPoint einsetzen.

## Korreferat
Ein Korreferat ist ein Referat, das sich direkt auf ein vorhergehendes Hauptreferat bezieht und dabei eine Stellungnahme oder eine Ergänzung dazu liefert. Dabei kann etwa eine Gegenmeinung vertreten oder auch schlicht auf offen gebliebene Fragen hingewiesen werden. Ein Korreferat hat üblicherweise einen geringeren zeitlichen Umfang als das Hauptreferat.
Im akademischen Betrieb kann mit Korreferat auch ein Zweitgutachten bei der Beurteilung einer wissenschaftlichen Arbeit bezeichnet werden.